# Niczego nie żałuję – Edith Piaf
Niczego nie żałuję – Edith Piaf (fr. La môme) – francusko-brytyjsko-czeski muzyczny dramat biograficzny z 2007 roku w reżyserii Oliviera Dahana. Historia życia sławnej francuskiej śpiewaczki Édith Piaf, w której postać wcieliła się nagrodzona za swoją rolę Oscarem i Złotym Globem Marion Cotillard. Zdjęcia kręcono w Paryżu, Pontoise i Pradze.
Premiera filmu miała miejsce 8 lutego 2007 roku w ramach 57. MFF w Berlinie. Na ekrany polskich kin film wszedł 11 maja 2007 roku, a za jego dystrybucję w Polsce odpowiadał Best Film.

## Obsada
| Aktor               | Rola             |
| ------------------- | ---------------- |
| Marion Cotillard    | Édith Piaf       |
| Sylvie Testud       | Mômone           |
| Pascal Greggory     | Louis Barrier    |
| Emmanuelle Seigner  | Titine           |
| Jean-Paul Rouve     | Louis Gassion    |
| Gérard Depardieu    | Louis Leplée     |
| Clotilde Courau     | Anetta           |
| Jean-Pierre Martins | Marcel Cerdan    |
| Catherine Allégret  | Louise           |
| Marc Barbé Raymond  | Asso             |
| Caroline Sihol      | Marlene Dietrich |
| Manon Chevallier    | Edith (5 lat)    |
| Pauline Burlet      | Edith (10 lat)   |
| Jean-Paul Muel      | Bruno Coquatrix  |
| Elisabeth Commelin  | Danielle Bonel   |
| Marc Gannot         | Marc Bonel       |
| Mario Hacquard      | Charles Dumont   |
| Dominique Paturel   | Lucien Roupp     |
| Nicholas Pritchard  | Jameson          |

## Opis fabuły
Mała Edith zostaje porzucona przez matkę i wychowuje się na ulicach Paryża. Opiekę nad dziewczynką sprawuje babcia, której pomaga ojciec dziewczynki. Wkrótce Edith zaczyna śpiewać na ulicach, by zarobić trochę pieniędzy. Niebawem trafia do kabaretu i staje się wielką gwiazdą pod pseudonimem La Môme Piaf - wróbelek.

## Nagrody i nominacje
Amerykańska Akademia Sztuki i Wiedzy Filmowej – Oscar
- Najlepsza aktorka pierwszoplanowa – Marion Cotillard
- Najlepsza charakteryzacja - Didier Lavergne, Jan Archibald
- nominacja: Najlepsze kostiumy – Marit Allen

Hollywoodzkie Stowarzyszenie Prasy Zagranicznej – Złoty Glob
- Najlepsza aktorka w komedii lub musicalu – Marion Cotillard

Brytyjska Akademia Sztuk Filmowych i Telewizyjnych – BAFTA
- Najlepsza aktorka pierwszoplanowa – Marion Cotillard
- Najlepsza charakteryzacja - Didier Lavergne, Jan Archibald
- Najlepsza muzyka – Christopher Gunning
- Najlepsze kostiumy – Marit Allen
- nominacja: Najlepsza scenografia – Olivier Raoux
- nominacja: Najlepszy dźwięk – Jean-Paul Hurier, Laurent Zeilig, Marc Doisne, Pascal Villard
- nominacja: Najlepszy film nieanglojęzyczny

Amerykańska Gildia Aktorów Filmowych – Aktor
- nominacja: Najlepsza aktorka w roli głównej – Marion Cotillard

Międzynarodowa Akademia Prasy – Złota Satelita
- Najlepsza aktorka w dramacie – Marion Cotillard
- nominacja: Najlepszy reżyser – Olivier Dahan
- nominacja: Najlepszy film zagraniczny
- nominacja: Najlepszy montaż – Richard Marizy
- nominacja: Najlepsze kostiumy – Marit Allen
- nominacja: Najlepszy dźwięk – Jean-Paul Hurier, Nikolas Javelle
- Najlepsza aktorka drugoplanowa w dramacie – Emmanuelle Seigner

Europejska Akademia Filmowa – Europejska Nagroda Filmowa
- nominacja: Najlepszy europejski film roku
- nominacja: Najlepsza europejska aktorka roku – Marion Cotillard

Międzynarodowy Festiwal Filmowy w Berlinie – Złoty Niedźwiedź
- nominacja za Udział w konkursie głównym – Olivier Dahan

Francuska Akademia Sztuki i Techniki Filmowej – Cezar
- Najlepsza aktorka – Marion Cotillard
- Najlepsza scenografia – Olivier Raoux
- Najlepsze kostiumy – Marit Allen
- Najlepsze zdjęcia – Tetsuo Nagata
- Najlepszy dźwięk – Jean-Paul Hurier, Laurent Zeilig, Pascal Villard
- nominacja: Najlepszy film
- nominacja: Najlepszy aktor drugoplanowy – Pascal Greggory
- nominacja: Najlepsza aktorka drugoplanowa – Sylvie Testud
- nominacja: Najlepszy reżyser – Olivier Dahan
- nominacja: Najlepszy montaż – Richard Marizy, Yves Beloniak
- nominacja: Najlepszy scenariusz oryginalny – Olivier Dahan

Amerykańska Gildia Kostiumologów
- nominacja: Najlepsze kostiumy w filmie kostiumowym – Marit Allen

Bostońskie Stowarzyszenie Krytyków Filmowych
- Najlepsza aktorka pierwszoplanowa – Marion Cotillard

## Wersje językowe tytułu
- The Passionate Life of Edith Piaf (międzynarodowy tytuł angielski)
- La Môme
- La Vie en rose
- Edith Piaf
- Edith Piaf – Ha-Haim B'Varod
- Pariisin varpunen – Edith Piaf
- Piaf
- Zoi san triantafyllo